# Tylodexia precedens
Tylodexia precedens là một loài ruồi trong họ Tachinidae.